# Jason Friedberg
Pour les articles homonymes, voir Friedberg.
Jason Friedberg, né le 13 octobre 1971 à Newark (New Jersey), est un scénariste, réalisateur et producteur de cinéma américain,,,.
Jason Friedberg est principalement connu pour avoir coécrit, avec son ami Aaron Seltzer, le scénario de Scary Movie. Ils ont par la suite créé plusieurs variations de ce concept parodique. Leurs parodies sont généralement considérés comme faisant partie des pires films qui existent.

## Biographie

### Début de vie
Il est le fils du réalisateur Rick Friedberg. Pendant qu'il suivait ses études d'histoire à l'Université de Californie, il y rencontra son futur ami et collaborateur Aaron Seltzer, qui suivait alors des études en histoire de l'art, les hommes se rapprochant au travers de leur passion commune pour les comédies. Tous deux sont juifs. Durant leur dernière année d'étude c'est un cours sur la filmographie de Martin Scorsese qui inspire les deux amis à se lancer dans l'industrie cinématographique. Ils n'ont même jamais fréquenté d'école de cinéma. En revanche, ils ont travaillé avant de commencer dans le cinéma, notamment dans le domaine des chaussures,,.

### Spy Hard, Scary Movie et scénario
Tandis que lui, et son ami Aaron Seltzer, écrivaient des scénarios la nuit, ils passaient la journée à travailler pour payer leurs études , à vendre des t-shirts faits maison, à lancer leur propre service de livraison de repas et à ouvrir des magasins de chaussures à Los Angeles. Lorsque Rick Friedberg a réalisé la vidéo d'instruction comique Bad Golf Made Easier avec Leslie Nielsen, il lui a montré le scénario de son fils pour une parodie de film d'espionnage. Nielsen a approuvé, et cela a donné naissance à Spy Hard en 1996,.
Friedberg et Seltzer ont ensuite travaillé quelques années comme scénaristes à forfait, Seltzer estimant que le duo avait vendu « plus de 40 scripts ». Le seul projet terminé était une réécriture non créditée du film de Jean-Claude Van Damme Risque maximum, tandis qu'un biopic non produit sur Liberace leur a permis de rencontrer leur futur collaborateur et producteur Peter Safran,. En 1998, Safran a réussi à vendre à la division Dimension Films de Miramax un scénario de parodie de film d'horreur de Friedberg et Seltzer intitulé Scream If You Know What I Did Last Halloween. Shawn Wayans et Marlon Wayans, avec Buddy Johnson et Phil Beauman, ont développé un projet similaire et, grâce à une décision de la WGA, les six scénaristes ont été crédités sur ce qui est devenu Scary Movie, bien que Friedberg et Seltzer n'aient pas réellement travaillé sur le scénario final,,. Le film a été un succès surprise en 2000, attirant beaucoup d'attention sur Friedberg et Seltzer.

### Réalisation
Fatigués de projets non réalisés en tant que scénaristes et Regency Enterprises incapable de trouver un réalisateur pour leur parodie de comédie romantique, Friedberg et Seltzer ont choisi de réaliser eux-mêmes Sexy Movie. Sexy Movie a démarré avec 12,1 millions de dollars et a rapporté 48,9 millions de dollars au total. Par la suite, ils dirigeront leurs propres scripts, ce qui a conduit à une longue série de films parodiques, parodiant les grands blockbusters. Disaster Movie a démarré avec 5,8 millions de dollars et a rapporté 14,2 millions de dollars au total aux États-Unis. Mords-moi sans hésitation, qui a ouvert un mercredi, a rapporté environ 19,7 millions de dollars au cours de ses cinq premiers jours.

### Projets annoncés
En mai 2014, Friedberg et Seltzer ont annoncé leur intention de sortir Who the F#@K Took My Daughter?, une parodie de Taken. En février 2017, ils auraient développé une parodie de Star Wars intitulée Star Worlds Episode XXXIVE=MC2: The Force Awakens The Last Jedi Who Went Rogue, dont le tournage était prévu pour la fin de l'année.

## Filmographie
| Année | Titre                     | Rôle                    | Évaluation IMDb | Taux d'approbation de Rotten Tomatoes | Score Metacritic | Budget                 | Box-office    |
| ----- | ------------------------- | ----------------------- | --------------- | ------------------------------------- | ---------------- | ---------------------- | ------------- |
| 1996  | Agent zéro zéro           | scénariste              | 5,3/10          | 8%                                    | 25/100           | 18 millions de dollars | 77 454 587 $  |
| 2000  | Scary Movie               | scénariste              | 6,3/10          | 51%                                   | 48/100           | 19 millions de dollars | 278 019 771 $ |
| 2006  | Sexy Movie                | réalisateur, scénariste | 2,8/10          | 7%                                    | 11/100           | 20 millions de dollars | 84 795 656 $  |
| 2007  | Big Movie                 | réalisateur, scénariste | 2,4/10          | 2%                                    | 17/100           | 20 millions de dollars | 86 865 564 $  |
| 2008  | Spartatouille             | réalisateur, scénariste | 2,8/10          | 2%                                    | 9/100            | 30 millions de dollars | 84 646 831 $  |
| 2008  | Disaster Movie            | réalisateur, scénariste | 1,9/10          | 1%                                    | 15/100           | 20 millions de dollars | 34 816 824 $  |
| 2010  | Mords-moi sans hésitation | réalisateur, scénariste | 3,4/10          | 4%                                    | 18/100           | 20 millions de dollars | 80 547 866 $  |
| 2013  | Starving Games            | réalisateur, scénariste | 3,2/10          | 0%                                    |                  | 5 millions de dollars, | 3 889 688 $   |
| 2013  | EVJF Party                | réalisateur, scénariste | 4,0/10          | 0%                                    | 17/100           |                        | 289 511 $     |
| 2015  | Superfast 8               | réalisateur, scénariste | 4,1/10          |                                       |                  | 20 millions de dollars | 2 075 731 $   |

### Autre
| Année | Film           | Notes                                | Budget                 | Box-office    |
| ----- | -------------- | ------------------------------------ | ---------------------- | ------------- |
| 1996  | Risque maximum | Réécriture non crédité,              | 25 millions de dollars | $51,639,438   |
| 2001  | Scary Movie 2  | "Basé sur des personnages créés par" | 45 millions de dollars | 141,220,678 $ |
| 2003  | Scary Movie 3  | "Basé sur des personnages créés par" | 48 millions de dollars | 220,673,217 $ |
| 2006  | Scary Movie 4  | "Basé sur des personnages créés par" | 45 millions de dollars | 178,262,620 $ |
| 2013  | Scary Movie 5  | "Basé sur des personnages créés par" | 20 millions de dollars | 78,378,744 $  |

## Style
Le style de Jason Friedberg et Aaron Seltzer repose principalement sur une parodie directe et souvent caricaturale des œuvres populaires de la culture cinématographique et télévisuelle.
Ils intègrent des éléments récents et reconnaissables du moment, comme des célébrités, des scandales médiatiques ou des tendances virales. Cela permet au public de s'identifier rapidement aux gags.
Le style de Jason Friedberg et Aaron Seltzer est une combinaison d'humour référentiel, visuel et parfois outrancier, axé sur la satire des succès de la culture populaire contemporaine. Si ce style a su séduire une partie du public par sa simplicité et son côté décomplexé, il est souvent critiqué pour son manque de profondeur et d'originalité, ainsi que pour son recours excessif à des blagues vulgaires et répétitives.

## Acteurs récurrents
Crista Flanagan et Nick Steele ont été les collaborateurs les plus fréquents du duo, apparaissant dans cinq de leurs films, suivis de Carmen Electra (4 films) et de Tony Cox, Ike Barinholtz et Diedrich Bader (3 films chacun).
| Acteur            | Sexy Movie | Big Movie | Spartatouille | Disaster Movie | Mords-moi sans hésitation | Starving Games | EVJF Party | Superfast 8 |
| ----------------- | ---------- | --------- | ------------- | -------------- | ------------------------- | -------------- | ---------- | ----------- |
| Nick Steele       |            |           |               |                |                           |                |            |             |
| Carmen Electra    |            |           |               |                |                           |                |            |             |
| Tony Cox          |            |           |               |                |                           |                |            |             |
| Adam Campbell     |            |           |               |                |                           |                |            |             |
| Jennifer Coolidge |            |           |               |                |                           |                |            |             |
| Fred Willard      |            |           |               |                |                           |                |            |             |
| Crista Flanagan   |            |           |               |                |                           |                |            |             |
| Jareb Dauplaise   |            |           |               |                |                           |                |            |             |
| Jim Piddock       |            |           |               |                |                           |                |            |             |
| Tad Hilgenbrink   |            |           |               |                |                           |                |            |             |
| Ike Barinholtz    |            |           |               |                |                           |                |            |             |
| Diedrich Bader    |            |           |               |                |                           |                |            |             |
| John Di Domenico  |            |           |               |                |                           |                |            |             |
| Nicole Parker     |            |           |               |                |                           |                |            |             |
| Matt Lanter       |            |           |               |                |                           |                |            |             |
| Amin Joseph       |            |           |               |                |                           |                |            |             |
| Nick Gomez        |            |           |               |                |                           |                |            |             |

## Prix et nominations
| Année | Œuvre nommée              | Catégorie                                                               | Résultat |
| ----- | ------------------------- | ----------------------------------------------------------------------- | -------- |
| 2008  | Big Movie                 | Pire préquelle ou suite (« une copie de tous les films qu'elle copie ») | Nommé    |
| 2008  | Big Movie                 | Pire scénario                                                           | Nommé    |
| 2009  | Disaster Movie            | La pire photo                                                           | Nommé    |
| 2009  | Disaster Movie            | Pire préquelle ou suite                                                 | Nommé    |
| 2009  | Disaster Movie            | Le pire réalisateur                                                     | Nommé    |
| 2009  | Disaster Movie            | Pire scénario                                                           | Nommé    |
| 2009  | Spartatouille             | La pire photo                                                           | Nommé    |
| 2009  | Spartatouille             | Pire préquelle ou suite                                                 | Nommé    |
| 2009  | Spartatouille             | Le pire réalisateur                                                     | Nommé    |
| 2009  | Spartatouille             | Pire scénario                                                           | Nommé    |
| 2011  | Mords-moi sans hésitation | La pire photo                                                           | Nommé    |
| 2011  | Mords-moi sans hésitation | Pire préquelle ou suite                                                 | Nommé    |
| 2011  | Mords-moi sans hésitation | Le pire réalisateur                                                     | Nommé    |
| 2011  | Mords-moi sans hésitation | Pire scénario                                                           | Nommé    |

## Critiques
L'accueil critique des efforts de réalisation de Friedberg et Seltzer a été extrêmement négatif,. Les critiques courantes de leur travail incluent une forte dépendance à la culture pop, des tendances passagères, le placement de produit, des gags scatologiques, de la nudité gratuite, de la violence occasionnelle et des stéréotypes offensants pour leur humour, ainsi que la confusion entre plagiat et parodie. Disaster Movie et Spartatouille ont été classés les deux pires films de 2008 par le Times. De plus, tous les films qu'ils ont réalisés ont été classés dans le « pire des pires » des années 2000 de Rotten Tomatoes, un seul obtenant une place en dehors des 25 derniers. Le duo apparaît plus souvent que toute autre personne sur la liste des « 50 pires films de tous les temps » votée par les fans dans le célèbre magazine de cinéma britannique Empire; presque tous leurs films apparaissent avec un rang, et tous sont mentionnés dans le texte de la critique complète. Flavorwire classe collectivement l'ensemble de la filmographie du duo au 9e rang de sa liste des 50 pires films de tous les temps, en déclarant :
Autant les mettre tous dans le même panier, car ils se mélangent tous dans l'enfer cinématographique : les efforts de « parodie » de Jason Friedberg et Aaron Seltzer, qui incluent Sexy Movie, Big Movie, Disaster Movie, Spartatouille, Mords-moi sans hésitation. Ce sont des affaires tristes et molles qui ont presque à elles seules réduit le « film parodique » de la parodie à une simple citation : de Napoleon Dynamite à Borat en passant par le type « Laissez Britney tranquille ! », rien ne réjouit plus ces génies de la comédie que de couper au goût du jour, provoquant vraisemblablement des rugissements de rire du public, des claques sur le front et des exclamations : « Putain, comment diable les Kardashian ont-elles fini là-dedans ? Hyuck, hyuck ! » Leurs efforts les plus récents, la parodie de Hunger Games, Starving Games, et le riff de Very Bad Trip, EVJF Party, ont tous deux coulé sans laisser de trace, ce qui signifie que le jeu pourrait enfin être terminé pour ces deux artistes de la copie. 
Les deux films sont régulièrement nommés aux Razzie Awards. Le premier a été nommé pour le pire scénario pour Big Movie aux Razzies de 2007 et l'année suivante, le duo a été nommé pour le pire film, le pire réalisateur et le pire scénario pour Spartatouille et Disaster Movie. Aux Razzies de 2011, Mords-moi sans hésitation pour le pire film, le pire réalisateur, le pire scénario et le pire préquelle, remake, spin-off ou suite. Le critique Josh Levin de Slate a déclaré :
N'est-ce pas une fraude à la consommation de facturer 10,50 $ pour un film d'à peine une heure ? Peut-être, mais il aurait été impardonnable de faire durer Spartatouille plus d'une heure. C'est le pire film que j'aie jamais vu, si mauvais que j'hésite à le qualifier de « film » et ainsi à faire honte à l'ensemble du cinéma. Friedberg et Seltzer ne pratiquent pas le même métier que P.T. Anderson, David Cronenberg, Michael Bay, Kevin Costner, les frères Zucker, les frères Wayans, Uwe Boll, n'importe quel père qui prend des films maison tremblants en camping, ou un ours qui allume une caméra vidéo par accident en essayant de la manger. Ce ne sont pas des cinéastes. Ce sont des malfaiteurs, des charlatans, des symboles du déclin de la civilisation occidentale sous le poids de trop de références à la culture populaire. 
Josh Rosenblatt du Austin Chronicle a déclaré : « Il n'y a pas de manière agréable de le dire, alors je vais juste le dire: les scénaristes/réalisateurs Friedberg et Seltzer sont un fléau. Ils sont un fléau pour notre paysage cinématographique, une honte nationale, un danger pour notre culture, une catastrophe naturelle de la taille d'un typhon déguisée en équipe de tournage, un monstre hollywoodien qui fait des ravages dans l'esprit de la jeunesse américaine et fait reculer la civilisation de plusieurs milliers d'années ».  Le critique et animateur d'Austin Korey Coleman , de Spill.com et Double Toasted, a déclaré qu'il était « gêné » par les films du duo, car il pense qu'ils dégradent l'industrie cinématographique et la culture populaire en général, et a déclaré : « Oui, nous savons tous que beaucoup de films mettent de côté les aspects les plus artistiques de la réalisation cinématographique pour faire uniquement du profit; nous ne sommes pas naïfs. Mais les films que font ces deux réalisateurs sont si flagrants de n'être rien de plus qu'un doigt juvénile pointant une image ou une mention d'une tendance populaire que, pour moi, ils semblent exploiter une jeune culture élevée pour avoir une capacité d'attention toujours décroissante, grâce à Internet et au zapping et, cela peut sembler un peu fou, mais je pense que cela montre une légère dévolution de ce que les gens accepteront comme divertissement ».  Le critique Nathan Rabin a également condamné leur travail avec indignation, les qualifiant d'« antéchrists de la comédie » et déclarant à propos de leurs films:  
Les films parodiques, tels que pratiqués par le fléau culturel qu'est Seltzer-Friedberg, ne sont pas seulement troublants d'un point de vue esthétique. Ils sont également horrifiants d'un point de vue moral. La parodie des frères Zucker et Mel Brooks est définie par l'amour, la connaissance et l'appréciation : les frères Zucker et Mel Brooks aiment, connaissent et apprécient suffisamment le matériel source qu'ils parodient pour obtenir tous les détails parfaits. La comédie de Seltzer-Friedberg, en revanche, est définie par le mépris : mépris pour la capacité d'attention, l'intelligence, la maturité et le cadre de référence du public, et un mépris encore plus rageur pour le matériel source qu'ils parodient. Friedberg et Seltzer ne sont pas des écrivains ; ce sont des terroristes comiques qui détruisent cavalièrement ce que d'autres créent pour leur propre intérêt. Leur succès dépend entièrement de leur capacité à faire de la comédie un endroit plus stupide, plus grossier et moins digne. 

## Polémiques

### Accusations de plagiat
Jason Friedberg et Aaron Seltzer ont été au cœur de diverses controverses, notamment des accusations de plagiat culturel et de manque d'authenticité dans leurs films parodiques. Ces accusations proviennent principalement de leur manière d’incorporer des références populaires sans réelle profondeur critique ni réflexion sur les œuvres qu'ils pastichent.
Leurs films sont souvent critiqués pour se contenter de juxtaposer des personnages ou des éléments de la pop culture sans véritablement les parodier de manière intelligente. Par exemple, dans Starving Games, ils insèrent des références à des franchises comme Harry Potter ou Avatar simplement pour évoquer la reconnaissance immédiate des spectateurs, sans proposer de commentaire satirique profond. Cela a été perçu comme une exploitation cynique de la culture populaire plutôt qu'une véritable création comique,.
Contrairement aux grands classiques du genre, leurs films ne s'appuient pas sur une critique des tropes cinématographiques, mais sur un humour de reconnaissance basé sur des clins d'œil. Cette approche a mené à une banalisation du genre parodique, contribuant à son déclin. Leurs films sont parfois décrits comme des « citations » de la culture populaire plutôt que des parodies intelligentes, ce qui leur a valu de nombreuses critiques sur leur manque d’originalité.
En résumé, les accusations de plagiat culturel à leur encontre concernent leur tendance à recycler des éléments sans les transformer de manière significative, ce qui les distingue des parodistes comme Mel Brooks ou les frères Zucker, qui utilisaient la satire pour commenter les genres qu’ils pastichaient.

### Problèmes de crédits
Le problème des crédits entre Jason Friedberg, Aaron Seltzer et les frères Wayans concerne principalement le scénario de Scary Movie, un film qui a lancé la série de parodies à succès. Selon les frères Shawn et Marlon Wayans, Friedberg et Seltzer n’auraient en réalité que très peu contribué au script final, malgré leur mention comme co-scénaristes,.
Les frères Wayans affirment que l'idée initiale de parodier les films d'horreur leur appartenait. Ils travaillaient sur un projet nommé Last Summer I Screamed Because Halloween Fell on Friday the 13th. Cependant, selon leur version, un ancien manager aurait divulgué cette idée à Friedberg et Seltzer, qui auraient ensuite écrit un scénario similaire intitulé Scream If You Know What I Did Last Summer.
Bien que Friedberg et Seltzer aient été crédités comme co-scénaristes de Scary Movie, les frères Wayans affirment qu’aucun élément majeur de leur scénario n’a été utilisé. Ils ont exprimé leur mécontentement envers la Writers Guild of America (WGA) qui a imposé leur créditation après un arbitrage, permettant à Friedberg et Seltzer d’être reconnus comme des scénaristes légitimes du film.